# Robinson Crusoe
Robinson Crusoe je pustolovni roman Daniela Defoea objavljen prvi put 1719. godine
Roman je izmišljena autobiografija lika po kome roman nosi naslov, engleskog brodolomca koji je proveo 28 godina na dalekom tropskom otoku na kome je doživio razne pustolovine. 
Priča je vjerojatno bila nadahnuta stvarnim doživljajima Alexandera Selkirka, škotskog brodolomca koji je živio nešto više od četiri godine na tihooceanskom otoku koji se zvao Más a Tierra, a kojeg su čileanske vlasti 1966. preimenovale u Robinson Crusoe.
Po ovoj knjizi snimljeno je nekoliko filmova, npr. Robinson Crusoe (1927.)

## Prijevodi
Prvi put se priča o pustolovinama Robinzona na našim prostorima pojavila 1796. u Zagrebu. Knjigu je preveo Antun Vranić, pod naslovom Mlaissi Robinzon iliti jedna kruto povolyna, y hasznovita pripovezt za deczu, prvi del, a izdala i tiskala je tiskara kneza Antuna pl. Novosel u Zagrebu (Typis Novoszelianis; Novossel’schen Buchdruckerey; Novszelzka stamparia; Czesz. Kraly.Szlobodna Novoszelzka szlovotizka; Czeszarzko-kralyevz. szlobodna Novoszela knigaria; Typis Caesareo-regiae privilegiatae Typographiae Novoszelianae te Pritizkano z szlovamiNovoszelzkemi). To je bila moralizatorsko - poučna knjižica, kojoj su avanture Robinzona samo poslužile da ukažu na štetnost takva ponašanja, i za razliku od Defoeova djela, priča nije ispričana kao Robinsonova ispovijest, već njegove doživljaje priča otac svojoj kćeri Juliki i njezinim prijateljima, tijekom trideset večeri.
U Bosni i Hercegovini prvi prijevod romana „Robinson Crusoe” objavljen je u hrvatskoj tiskari don Franje Milićevića u Mostaru 1875. godine.

### Članci
- Vasilj, Marija. 2016. Fra (don) Franjo Milićević, hrvatski narodni preporoditelj (u povodu 180. obljetnice njegova rođenja). Hum. Filozofski fakultet Sveučilišta u Mostaru. Mostar. 11: 259–264
- Deželić, Velimir. Studeni 1925. Biskupska a zatim Novoselska tiskara u Zagrebu 1794.-1825. Naroda starina. Croatian State Archives. 4 (10). Pristupljeno 28. travnja 2013.